# A Kozma utcai izraelita temető árkádsora
A Kozma utcai izraelita temető árkádsora egy tervben maradt nagy méretű budapesti funerális épület.

## Története
A Kozma utcai zsidó temető 1892-ben nyitották meg. Nem sokkal ezt követően elkezdődtek a nagyobb családi síremlékek építése. Freund Vilmos 1894-95-ben építette fel monumentális ravatalozóját.
Ezt követően, 1903-ban területrendezési okokból merült fel nagyobb árkádos kriptasor megépítésének gondolata. Az elvárok a következőket tartalmazták (rövidítve):
1. legyenek kialakítva kettő, négy, és nyolc férőhelyes kripták
2. a kripták ne legyenek összekötve alul egymással
3. az épület a temető felé bővíthető legyen
4. az épület összhangban legyen a ravatalozóval
5. megfelelő, erős, tartós anyag használtasson az építésnél
6. a sírhelyek szépek és olcsók legyenek, és ne versenyezzenek a temető falánál lévő mauzóleumokkal
7. figurális díszek használata nem megengedett

Az Árkádsorról eredetileg 6-7 ismert építésztől szerettek volna tervezetet kérni. Az első díjazott 600, a második 400, a harmadik 200 korona jutalomban volt részesíthető. Végül négy terv érkezett be:
- – szerző: Lajta Béla
- – szerző: Bálint Zoltán és Jámbor Lajos
- – szerző: Böhm Henrik
- – szerző: Himmler Miksa

A bírálók Lajta Béla tervét I., Bálint Zoltán és Jámbor Lajos tervét II. helyezettnek értékelték. Böhm Henrik és Himmler Miksa tervét pedig megvásárolták.
Az épület tervekben maradt.